# Islandia en los Juegos Olímpicos de Nagano 1998
Islandia estuvo representada en los Juegos Olímpicos de Nagano 1998 por siete deportistas, cuatro hombres y tres mujeres, que compitieron en esquí alpino.
La portadora de la bandera en la ceremonia de apertura fue la esquiadora alpina Theódóra Mathiesen. El equipo olímpico islandés no obtuvo ninguna medalla en estos Juegos.